# Partito Comunista della Thailandia
Il Partito Comunista della Thailandia (in thailandese: พรรคคอมมิวนิสต์แห่งประเทศไทย) fu un partito politico della Thailandia, attivo dal 1930 fino alla fine anni ottanta. Negli anni settanta raggiunse la massima diffusione ed operò come uno "Stato nello Stato", assumendo il controllo di vaste aree nelle zone rurali del Paese.

## Storia

### Fondazione e primo periodo
Le prime lotte di minatori e braccianti cinesi in Siam, l'antico nome della Thailandia, ebbero luogo nell'Ottocento lungo le frontiere con il Laos. Verso la fine del secolo si unirono alle lotte gli impiegati cinesi, che chiesero l'aumento delle paghe e migliori condizioni di lavoro. Queste rivolte furono ferocemente represse dalla polizia e dall'esercito con il sangue. Con gli eventi rivoluzionari di inizio Novecento in Cina, i cinesi del Siam iniziarono a farsi una coscienza politica. L'attivismo comunista ebbe inizio negli anni venti, quando il Partito Comunista Cinese inviò in Siam per fare proseliti 6 dei suoi membri, coordinati dal Sindacato generale del lavoro dei mari del sud, che in seguito avrebbe preso il nome di Partito Comunista dei Mari del Sud. L'infiltrazione comunista ebbe nuovo slancio dopo l'inizio della guerra civile cinese nel 1927, che vide migliaia di comunisti lasciare la Cina e molti si rifugiarono in Siam. Quello stesso anno alcuni studenti marxisti fondarono l'Associazione della Gioventù Comunista e nel marzo del 1930 fu fondato il Partito Comunista del Siam.
Tra l'aprile 1928 e il dicembre 1929, Ho Chi Minh, che veniva da anni di esilio in Europa ed era agente del Comintern per il Sud-est asiatico, fu in Siam per politicizzare i rifugiati vietnamiti locali e tenersi in contatto con i rivoluzionari dei vicini Laos e Vietnam. In quegli anni, le avanguardie comuniste organizzarono lavoratori cinesi con cui diedero vita a diversi scioperi; le autorità non presero in considerazione le richieste di questi lavoratori e risposero con la repressione. Nell'ottobre del 1930 fu arrestato il leader dei comunisti in Siam quando furono trovati volantini che invitavano gli oppressi a rivoltarsi contro il governo di re Rama VII. Il fatto che i membri del partito fossero soprattutto esuli stranieri e che il Paese non subisse le vessazioni del colonialismo (come accadeva negli Stati vicini) limitò sensibilmente la diffusione del comunismo.
Furono anni di grande fermento per il Siam, negli anni venti alcuni universitari e giovani ufficiali dell'esercito furono mandati a studiare in Europa, dove vennero in contatto con le istanze progressiste. Al loro ritorno cominciarono a cospirare per ottenere la Costituzione e a tale scopo si unirono ad alcuni alti ufficiali dell'esercito discontenti dei provvedimenti presi dal re Rama VII per fronteggiare la crisi economica legata alla grande depressione del 1929. Si arrivò quindi al colpo di Stato del 24 giugno 1932 noto come rivoluzione siamese del 1932, che costrinse il re a concedere la monarchia costituzionale Tale evento diede animo alle istanze comuniste e il 29 settembre di quello stesso anno a Bangkok comparvero volantini che invitavano i cittadini a costituire un Siam sovietico.

### Dittatura militare e prima clandestinità
Si formarono tre fazioni in seno al gruppo dei nuovi governanti, una che faceva riferimento alla vecchia classe militare, una ai giovani ufficiali dell'esercito e una progressista guidata dal civile Pridi Banomyong. Nel 1933, quest'ultimo presentò una radicale riforma che prevedeva la nazionalizzazione delle terre, l'assegnazione delle terre stesse e sussidi ai contadini nonché l'istituzione di un ente di previdenza sociale in favore delle fasce più povere. Il disegno di legge fu bollato come comunista e respinto dal re e dal primo ministro Manopakorn, che fu investito di poteri dittatoriali dal sovrano ed emise leggi di gravità eccezionale. Dispose lo scioglimento del parlamento e la sospensione della costituzione, fece approvare una legge anti-comunista che provocò l'incarcerazione dell'intero Comitato Centrale del partito, nonché la censura e la chiusura di svariate pubblicazioni di sinistra. L'appartenenza ad un'organizzazione comunista divenne passibile di pene fino a 12 anni di reclusione.
Le difficili condizioni legate all'attività illegale del PCS lo portarono ad essere presente nella sola zona di Bangkok, anche se riuscì a conquistare un certo numero di intellettuali progressisti, delusi dal fatto che il Siam era allora asservito al Giappone. In entrambi i Paesi si affermarono in quegli anni il nazionalismo e il militarismo, che in Siam si diffusero con il progressivo indebolimento della fazione progressista di Banomyong. Sotto la guida del dittatore Plaek Phibunsongkhram, il Paese fu ribattezzato Thailandia nel 1939 (il nome Siam fu ripudiato per le sue origini cinesi) e nel gennaio 1942 entrò nella seconda guerra mondiale a supporto del Giappone, le cui armate qualche giorno prima avevano invaso la Thailandia per farne il punto di partenza per le invasioni di Malesia e Birmania, possedimenti britannici.

### Contributo al movimento partigiano, rifondazione e ritorno alla legalità
Durante il conflitto i comunisti contribuirono a liberare il Paese dalla sottomissione ai giapponesi, per porre fine alla dittatura di Phibunsongkhram e per tutelare la salvaguardia nazionale. Fino a quel momento avevano dato vita più a un movimento politico che a un partito vero e proprio e decisero di riorganizzarsi. Il 1º dicembre fu inaugurato il I Congresso nazionale che si diede un programma, uno statuto, elesse il comitato centrale e si concluse la settimana dopo con l'annuncio dei 10 punti del programma. Fu inoltre decisa la nuova denominazione Partito Comunista Thailandese. Negli anni successivi, il PCT si associò ad altre realtà nazionali che combattevano i giapponesi e la tirannia del dittatore.
Nel 1946, dopo la sconfitta subita dal Giappone, i progressisti si impadronirono del potere e il PCT poté uscire dall'illegalità. Tra le varie attività svolte dal partito nei due anni seguenti, vu fu una grande opera di contro-informazione sulla politica dei governi britannico e statunitense, e l'organizzazione di associazioni di lavoratori, donne, studenti ecc. Nel 1948, i servizi segreti britannici stimarono che i militanti del Partito erano intorno alle 3000 unità. Fu in quegli anni che ebbe inizio la guerra fredda su scala mondiale e che gli Stati Uniti estesero enormemente la propria influenza sul Siam, preoccupati per il crescente successo dei comunisti nella regione, in particolare nel Vietnam. Il governo di Washington ritenne necessario che il potere fosse tolto alla fazione del troppo progressista Banomyong e appoggiò il colpo di Stato del novembre 1947 che ridiede il potere ai militari.

### Nuove dittature e seconda clandestinità
Il colpo di Stato fu ispirato da Phibunsongkhram, che riprese il controllo del Paese e chiese aiuti alle Potenze occidentali per consolidare il proprio potere in funzione anticomunista. In realtà il dittatore era maggiormente interessato a reprimere le opposizioni in generale e a rilanciare il nazionalismo nel Paese; tra il 1948 ed il 1950 tollerò le attività comuniste e concentrò la repressione contro le opposizioni legate ai civili che erano all'interno delle forze armate e contro la ricca comunità cinese della Thailandia. Il progressivo successo delle forze comuniste in Vietnam, Birmania e soprattutto la presa del potere dei comunisti in Cina del 1949 convinsero finalmente gli americani a concedere alla Thailandia gli aiuti richiesti, facendone un baluardo nella lotta al comunismo. Lo schieramento a fianco di Washington comportò la diminuzione dell'influenza dei civili sulle scelte di governo e una maggiore repressione delle opposizioni interne.
Dopo gli arrivi dei primi aiuti economici americani, giunti nel settembre 1949, Phibun promosse una politica internazionale di estremo anticomunismo per convincere i nuovi alleati della propria affidabilità. Furono prese varie iniziative a livello internazionale a supporto della lotta americana contro i comunisti, mentre a livello interno il dittatore promulgò nel 1950 una legge che dichiarava l'illegalità del PCT, costretto a tornare nella clandestinità. Nel febbraio 1951, il partito partecipò al II Congresso del Partito dei Lavoratori del Vietnam, da cui ottenne supporto materiale e politico.

### Guerra popolare
Al secondo congresso del PCT, che si tenne nel 1952, venne adottato il nome Partito Comunista della Thailandia ed emerse come maggioritaria la corrente maoista, anche in virtù del fatto che i delegati presenti al congresso erano per la maggior parte di etnia sino-thai. Fu in quella occasione che si iniziò a parlare di "forze di liberazione". Il PCT vide crescere progressivamente il numero dei propri militanti negli anni cinquanta, trasformandosi rapidamente in un grande partito. Verso la fine degli anni cinquanta, membri del partito furono mandati per le prime volte ad addestrarsi militarmente in Cina, Vietnam del Nord e Laos.
Nel 1960, il PCT partecipò alla Riunione Internazionale dei Partiti Comunisti e Operai di Mosca e nel settembre 1961 tenne il suo III Congresso, facendo il punto della propria crescita politica e organizzativa. Nella crisi sino-sovietica, il PCT si era schierato con il Partito Comunista Cinese e il congresso fu egemonizzato dai maoisti, mentre la fazione pro-sovietici era stata eliminata. Fu adottata una risoluzione che prevedeva la lotta armata e nel 1962 fu creato il quartier generale della giungla del Nordest, oltre ad alcune associazioni di supporto. Nell'ottobre 1964, il PCT inviò un messaggio di congratulazioni in occasione del 15º anniversario della Repubblica Popolare Cinese nel quale condannò l'Unione Sovietica come revisionista e si allineò al maoismo. Lo studio dell'esperienza e della tattica cinese nella guerra popolare portarono il PCT a formulare un piano di guerra popolare anche per la Thailandia già nel 1961, che fu reso pubblico solo nel 1964.
Nel marzo 1962, il PCT ottenne una conquista significativa aprendo nella provincia cinese meridionale dello Yunnan la stazione radio Voce del popolo thailandese, dalla quale poté diffondere le proprie posizioni e lanciare appelli per l'insurrezione armata. Il partito fondò il Fronte Patriottico Thailandese nel gennaio 1965, i cui obiettivi erano il raggiungimento di pace e neutralità stabili, la costituzione di un governo democratico popolare, le dimissioni del governo pro-USA e la cacciata delle truppe statunitensi dalla Thailandia. La costituzione del FPT serviva principalmente al PCT per fare confluire nel proprio progetto anche le forze patriottiche, democratiche e progressiste, nell'ambito dei "tre strumenti" necessari per scatenare la guerra popolare (partito-esercito-fronte).
Nell'agosto dello stesso anno, con la crescente repressione anti-comunista operata dalla dittatura militare, la Voce del popolo thailandese dichiarò che "è iniziata un'epoca di lotta armata". Dopo il primo scontro a fuoco con le forze governative, avvenuto il 7 agosto 1965, il PCT intraprese numerose altre azioni armate, specialmente nella Thailandia del Nordest, senza però riuscire a scatenare una vera e propria rivoluzione. Ottenne il supporto anche di diverse forze nazionaliste, ostili al controllo neocolonialista operato sul Paese da parte degli Stati Uniti, dove già nel 1953 il Consiglio per la Sicurezza Nazionale aveva proposto lo sviluppo della Thailandia come bastione anti-comunista dell'intero Sudest asiatico.
Nei primi anni di guerriglia, il PCT fu impegnato principalmente a costruirsi delle infrastrutture che gli garantissero la possibilità di espandersi e quella di difendersi. Le maggiori difficoltà incontrate nella diffusione della guerriglia furono legate alle grandi distanze e problemi logistici che separavano le tre aree di intervento principali, il Nordest, dove vi era il supporto dei nordvietnamiti, il Nord, dove arrivavano gli aiuti dei cinesi, ed il lontano Sud, spesso privo di qualsiasi supporto. Anche la rivalità sino-vietnamita fu spesso di ostacolo all'organizzazione della guerra popolare nel Nord-Nordest. Un altro degli ostacoli fu la difficoltà di coinvolgere membri dell'etnia thai e la maggior parte degli iscritti, soprattutto i dirigenti, continuarono ad essere di etnia cinese.
Nel 1969 venne formato il Comando Supremo dell'Esercito Popolare di Liberazione della Thailandia, che poté lanciare nuove insurrezioni e azioni di guerriglia specialmente nella Thailandia del Nord. Altri focolai di lotta armata scoppiarono nella zona di confine con la Malaysia, dove erano locate anche le forze armate del Partito Comunista Malese. Il governo thailandese annunciò di avere conseguito una vittoria cruciale sulla lotta armata comunista nel luglio 1969, quando arrestò nove membri del PCT, fra cui un importante membro del Comitato Centrale. Tuttavia, la lotta armata proseguì ancora per molto tempo. Dal 1970 in avanti, l'EPLT ottenne aiuti significativi da parte della Cina e del Vietnam che gli permisero di lanciare attacchi contro le basi dell'United States Air Force in Thailandia. Una massiccia operazione anti-comunista dell'esercito thailandese nel 1972 nelle giungle del nord provocò, secondo fonti governative, la morte di oltre 200 guerriglieri comunisti.

### Parentesi democratica nel Paese tra il 1973 e il 1976
Nell'ottobre 1973, tre giorni di imponenti manifestazioni studentesche costrinsero il dittatore Thanom Kittikachorn a rassegnare le dimissioni da primo ministro e a rifugiarsi in esilio a Singapore. Per la prima volta dal colpo di Stato del 1947, il governo tornò nelle mani dei civili; gli alti gradi dell'esercito rimasero in disparte e iniziarono a tramare per tornare al potere. Vennero formati gruppi paramilitari di estrema destra, che si esercitarono per combattere gli attivisti comunisti. I governi civili che si susseguirono dal 1973 al 1976, spesso in mano ai conservatori, si trovarono ad affrontare una grave instabilità dovuta anche alla crisi economica internazionale. L'aumento delle proteste studentesche innescò un'ondata di scioperi e crebbe anche il malumore degli abitanti delle zone rurali.
La caduta di Saigon dell'aprile del 1975 decretò la fine della guerra del Vietnam con il trionfo dei comunisti in Vietnam, Laos e Cambogia. Le forze armate thailandesi, che per lungo tempo avevano appoggiato gli Stati Uniti nel conflitto, seguirono con preoccupazione l'evoluzione politica nella regione ed i risvolti che ebbe nel Paese. La caduta dei regimi conservatori dei tre Stati vicini, in particolare in Laos dove il potere fu preso nel dicembre del 1975 dai comunisti del Pathēt Lao, ebbero un grande effetto sull'opinione pubblica thailandese. Molti temettero che i comunisti si stessero preparando a conquistare il potere anche in Thailandia.
Nell'agosto del 1975, la polizia compì una violenta incursione non autorizzata all'Università Thammasat di Bangkok per protestare contro la debolezza del governo nella lotta contro gli studenti di sinistra. Quello stesso anno la Thailandia e la Repubblica Popolare Cinese stabilirono relazioni diplomatiche ufficiali, e la Voce del popolo thailandese evitò di creare confusione fra i militanti separando la lotta armata per il socialismo dalle relazioni diplomatiche internazionali.
Lo scontro in Parlamento si acuì nel 1976, quando un gruppo di dissidenti del Partito Democratico si ritirò dalla coalizione governativa per schierarsi con le opposizioni di sinistra. I militari posero il veto alla formazione di una coalizione governativa di sinistra, fu sciolto il parlamento e furono indette nuove elezioni per il 4 aprile. La grave instabilità della situazione politica indusse i militari a preparare il colpo di Stato. Il conservatore Partito Democratico, spalleggiato dagli USA, vinse le elezioni dopo una campagna elettorale funestata da 30 omicidi politici, mentre le sinistre subirono una grande sconfitta.
L'ex dittatore Thanom Kittikachorn fu richiamato in patria da Samak Sundaravej, membro della destra del Partito Democratico e molto vicino ai vertici dell'esercito e alla casa reale. Gli studenti si riunirono a protestare e la polizia e i miliziani soppressero la manifestazione con il massacro dell'Università Thammasat del 6 ottobre 1976 nel quale, secondo fonti non governative, vi furono oltre 100 morti. Quello stesso giorno l'esercito fece un colpo di Stato, fu sciolto il parlamento e abolita la costituzione.

### Picco di influenza
Furono messi agli arresti 3.000 sospetti attivisti di sinistra, tutti i media furono posti al vaglio della censura ed i membri delle organizzazioni comuniste furono dichiarati passibili di condanna alla pena di morte. La repressione si diffuse particolarmente nelle università, nei mass media e tra gli impiegati della pubblica amministrazione. Il governo nominato dalla giunta militare fu il più feroce dei governi filo-monarchici ed anticomunisti nella storia della Thailandia; circa 800 attivisti di sinistra delle città si rifugiarono nei vicini Paesi comunisti e molti degli studenti che avevano manifestato il giorno del massacro si rifugiarono nella giungla per unirsi alla guerriglia comunista. Iniziò una serie di azioni anti-governative di guerriglia che avrebbero raggiunto massima intensità all'inizio del 1977.
In quegli anni il PCT assistette ad una vertiginosa crescita della propria base: studenti, operai, contadini e intellettuali infoltirono le sue file, animati dalla lotta contro la giunta militare. Confluirono nel PCT anche diversi membri del Partito Socialista della Thailandia. In questo periodo, l'EPLT stabilì una base d'addestramento in Laos, nella quale gli istruttori thailandesi furono affiancati da più esperti ufficiali vietnamiti e quadri del Pathet Lao.
Alla crescita del PCT fece seguito l'aumento delle zone liberate, cioè dei territori controllati dal Partito Comunista nei quali un governo popolare funzionò come uno "Stato nello Stato". Nel 1977, il governo thailandese dichiarò che in metà delle province del Paese vi erano vaste aree controllate dai comunisti. Il PCT in questo periodo si occupò maggiormente di rafforzare il fronte unito democratico. Un primo risultato di questi sforzi si ebbe il 7 maggio 1977, quando il Partito Socialista della Thailandia dichiarò che avrebbe cooperato con il PCT nella lotta armata. Il 2 luglio venne formato il fronte unito democratico fra i due partiti.
Il 28 settembre venne creato il Comitato per il Coordinamento delle Forze Patriottiche e Democratiche, egemonizzato dal PCT; ne facevano parte il Partito Comunista, il Partito Socialista, le Forze Armate Musulmane Thailandesi di Liberazione Popolare, il Centro Studentesco Nazionale della Thailandia e altri movimenti contadini e studenteschi.

### Alleanze instabili
Il PCT dipendeva in gran parte dal supporto estero, specialmente cinese e vietnamita. Le contese che si verificarono alla fine degli anni settanta misero pericolosamente in bilico questo equilibrio. La morte di Mao Zedong nel settembre 1976, la conseguente ascesa al potere di Deng Xiaoping in Cina e l'inasprimento della crisi sino-sovietica furono determinanti per il declino del PCT. Nel 1978 scoppiò la guerra cambogiano-vietnamita fra il Vietnam (alleato dei sovietici) e la Kampuchea Democratica (alleata dei cinesi), che entrambe sostenevano la lotta armata del PCT. Il Laos, dove si trovavano molte basi dell'EPLT, si schierò con il Vietnam. Al contrario, il PCT rese noto di sostenere l'indipendenza della Kampuchea Democratica in un comunicato del 7 giugno 1979. Di conseguenza, il governo laotiano decretò l'espulsione dell'EPLT dal proprio territorio. Una fazione di guerriglieri ex-studenti e filo-vietnamiti si staccò dal PCT il 22 ottobre 1979 e formò il Pak Mai (Partito Nuovo), che si stabilì in Laos.
Nel frattempo, il generale Kriangsak Chomanan, ispiratore del colpo di Stato del 6 ottobre, si era fatto eleggere primo ministro di Thailandia con il nuovo colpo di Stato del 1977. La nuova costituzione del 1978 aveva dato maggiori poteri ai militari affidando al primo ministro il controllo effettivo sui due rami del Parlamento. Nei tre anni da primo ministro, Kriangsak ebbe l'intuizione che per porre fine alla guerriglia era necessario venire a patti con la Cina, che armava e sovvenzionava i ribelli thai. Permise ai cinesi di transitare in Thailandia per portare rifornimenti ai loro alleati khmer rossi, impegnati a respingere l'invasione vietnamita, ottenendo in cambio il blocco degli aiuti cinesi alla guerriglia thai. La Cina ridusse quindi drasticamente il supporto logistico e politico al PCT. Il 10 luglio 1979, la Voce del popolo thailandese annunciò che avrebbe sospeso i propri servizi, costretta a chiudere dal governo cinese. L'11 luglio il PCT tentò di riottenere il supporto del governo di Pechino con un messaggio di congratulazioni per il 30º anniversario della Repubblica Popolare Cinese, che non sortì i risultati sperati.

### Declino
Questi fattori portarono al rapido declino del PCT, che iniziò a disgregarsi. Vi fu inoltre la frattura ideologica tra la dirigenza del partito e la maggior parte degli studenti che si erano uniti alla guerriglia dopo il colpo di Stato del 1976. Questi furono tra i primi ad abbandonare la giungla e a tornare in città. Nel 1980, il governo thailandese emanò un'ordinanza che incoraggiava i quadri del partito a disertare. Nel marzo dell'anno successivo, il Partito Socialista ruppe le relazioni con il PCT e tornò nella legalità. In aprile, il PCT chiese ufficialmente al governo thailandese di avviare colloqui di pace. Il 25 ottobre, il maggiore generale Chavalit Yongchaiyudh annunciò che l'EPLT si trovava in una grave crisi, in quanto le sue basi maggiori erano state tutte conquistate o distrutte dall'esercito regolare. Nel 1982, il primo ministro Prem Tinsulanonda offrì un'amnistia per tutti i combattenti dell'EPLT e del PCT che avessero lasciato la lotta armata. Tale offerta, giunta in un momento in cui i vertici del partito non riuscivano a dare indicazioni valide alla base, fu accettata da molti.
Molti degli ex guerriglieri avrebbero in seguito rinnovato il proprio impegno sociale, rifiutandosi però di aderire ad altre organizzazioni politiche. Si registrarono quindi defezioni di massa nelle file del PCT: da chi era stanco di nascondersi nella giungla e voleva accettare l'amnistia, a chi non si riconosceva più negli ideali del partito, fino a chi identificava nei legami con la Cina di Deng Xiaoping e nell'abbandono del maoismo le cause della sua rovina. Sempre in questo periodo, numerosi membri del Comitato Centrale e del Politburo vennero arrestati dalle autorità. Il Congresso del 1982 non risolse la crisi e fu caratterizzato da lotte tra fazioni interne, le defezioni continuarono e rimasero prevalentemente alcune sacche di guerriglia lungo i confini con la Malesia. Nel 1986, i vertici del partito comunicarono di essersi riorganizzati e rinforzati, ma in seguito il PCT sparì dalla scena politica.
Non si hanno più notizie del PCT dall'inizio degli anni novanta e non si sa se esista ancora o se si sia disciolto. Tra i membri del PCT che hanno voluto continuare l'attività politica dopo il ritorno dalla clandestinità, alcuni confluirono nel Partito Laburista Nazionale, altri nel Partito Socialdemocratico (fondato dopo che il PST fu dichiarato fuorilegge), altri si impegnarono in associazioni e cooperative di volontariato per l'aiuto degli abitanti delle baraccopoli, dei bambini e delle popolazioni rurali. Alcuni dei vecchi militanti iniziarono a pubblicare riviste alternative clandestine diffuse soprattutto tra gli studenti, che aprirono un dibattito sui motivi della crisi del PCT e delle sinistre thailandesi in genere. Altri entrarono nei partiti tradizionali dell'arco costituzionale e si impegnarono per l'introduzione di riforme.
Nel corso della campagna elettorale per il voto del 2019, il comandante in capo dell'Esercito thailandese generale Apirat fece suonare in pubblico Nak Phandin, popolare canzone ultra-nazionalista e anti-comunista degli anni settanta. La riscoperta di questo brano ebbe l'obiettivo di incoraggiare il popolo a diffidare dei partiti del fronte democratico e in particolare di quelli della sinistra presenti nelle liste elettorali. Il generale fu aspramente criticato per la sua imparzialità, anche perché le elezioni erano state organizzate dalla giunta militare e l'esercito avrebbe dovuto mantenersi neutrale.

## Organizzazione
L'istanza più alta del PCT era il Politburo, composto da 7 membri ed eletto da un Comitato Centrale di 25 membri. A livello locale, il partito era organizzato in vari comitati provinciali suddivisi in ulteriori comitati di distretto, composti dalle varie sezioni.
Sono molto scarse le informazioni riguardo ai nomi dei dirigenti, in quanto il PCT stesso cercò di mantenerli sempre segreti. Secondo fonti kampucheane, nel 1977 il segretario generale del PCT era il compagno Khamtan (Phayom Chulanont). Altre fonti indicano il compagno Samanan (Jaroen Wanngam) come segretario generale nello stesso periodo, e Khamtan come capo di Stato Maggiore dell'EPLT. L'ultimo segretario generale del partito fu dal 1982 Thong Jamsri, che rimase nella giungla fino al 1993 e che non si arrese nemmeno allora, non firmò alcuna carta con le autorità thailandesi e continuò a scrivere articoli contro le dittature militari fino a poco prima di morire nel 2019, all'età di 98 anni.